# Répétition en tandem à nombre variable
Une répétition en tandem à nombre variable (ou VNTR pour variable number tandem repeat en anglais) correspond à un emplacement dans un génome où une courte séquence nucléotidique est organisée comme une répétition en tandem,. On peut les trouver sur de nombreux chromosomes et elles montrent souvent des variations de longueur (nombre de répétitions) d'un individu à l'autre. Chaque variante agit comme un allèle hérité, ce qui permet de les utiliser pour une identification personnelle ou parentale. Leur analyse est utile dans la recherche génétique et biologique, la criminalistique et les empreintes digitales d'ADN.

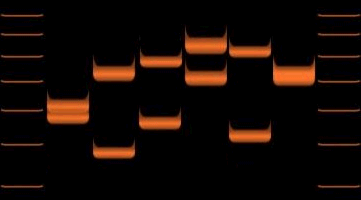
Variations de la longueur des allèles VNTR (D1S80) chez 6 individus.

## Structure et variation allélique
Dans le schéma que l'on trouve dans l'en-tête de la version anglaise de la page, les blocs rectangulaires représentent chacune des séquences d'ADN répétées à un emplacement VNTR particulier. Les répétitions sont en tandem, c'est-à-dire qu'elles sont regroupées et orientées dans la même direction. Les répétitions individuelles peuvent être supprimées (ou ajoutées) au VNTR via des erreurs de recombinaison ou de réplication, conduisant à des allèles avec différents nombres de répétitions. Les régions flanquantes sont des segments de séquence non répétitive (représentés ici en traits fins), permettant aux blocs VNTR d'être extraits grâce à des enzymes de restriction et analysés par RFLP, ou amplifiés par la technique de la réaction en chaîne par polymérase par (PCR) et leur taille déterminée par électrophorèse sur gel.

## Utilisation en analyse génétique
Les VNTR constituaient une source importante de marqueurs génétiques RFLP utilisés dans l'analyse de liaison (cartographie) des génomes diploïdes. Maintenant que de nombreux génomes ont été séquencés (comme le Projet génome humain), les VNTR sont devenues essentielles en forensique lors d'enquêtes criminelles, via les empreintes génétiques et la base de données CODIS. Lorsqu'elles sont retirées de l'ADN environnant par les méthodes de PCR ou de RFLP et que leur taille est déterminée par électrophorèse sur gel ou Southern blot, elles produisent un motif de bandes unique à chaque individu. Lorsqu'on teste un motif avec un groupe de marqueurs VNTR indépendants, la probabilité que deux individus non apparentés aient le même schéma allélique est extrêmement faible. L'analyse VNTR est également utilisée pour étudier la diversité génétique et les modes de reproduction dans les populations d'animaux sauvages ou domestiques. En tant que tels, les VNTR peuvent être utilisées pour distinguer les souches d'agents pathogènes bactériens,. Dans ce contexte de criminalistique microbienne, de tels tests sont généralement appelés analyse VNTR à plusieurs locus ou MLVA (pour Multiple Loci VNTR Analysis en anglais). 

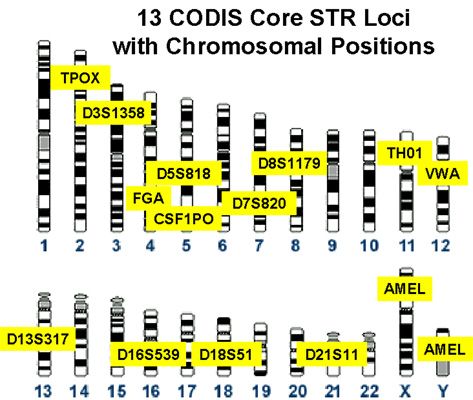
Emplacements chromosomiques des 13 loci VNTR dans le panel CODIS.

## Hérédité
Dans l'analyse des données VNTR, deux principes génétiques de base peuvent être utilisés : 
- La correspondance d'identité : les deux allèles VNTR d'un emplacement spécifique doivent correspondre ; si deux échantillons proviennent du même individu, ils doivent montrer le même schéma allélique.
- La correspondance d'hérédité : les allèles VNTR doivent suivre les règles d'hérédité. En faisant correspondre un individu avec ses parents ou ses enfants, une personne doit avoir un allèle qui correspond à celui de chaque parent. Si le parent est plus éloigné, comme un grand-parent ou un frère ou une sœur, les correspondances doivent être cohérentes avec le degré de parenté considéré.

## Relation avec d'autres types d'ADN répétitif
L'ADN répétitif (ou séquences répétées), représentant plus de 40% du génome humain, est organisé selon une gamme déconcertante de motifs. Les répétitions ont d'abord été identifiées par l'extraction de l'ADN satellite, qui ne révèle pas comment elles sont organisées. L'utilisation d'enzymes de restriction a montré que certains blocs de répétition ont été entrecoupés dans le génome. Le séquençage de l'ADN a montré plus tard que d'autres répétitions sont regroupées à des emplacements spécifiques, les répétitions en tandem étant plus courantes que les répétitions inversées (qui peuvent interférer avec la réplication de l'ADN). Les VNTR constituent la classe des répétitions en tandem groupées qui présentent une variation allélique dans leurs longueurs. 

## Classes

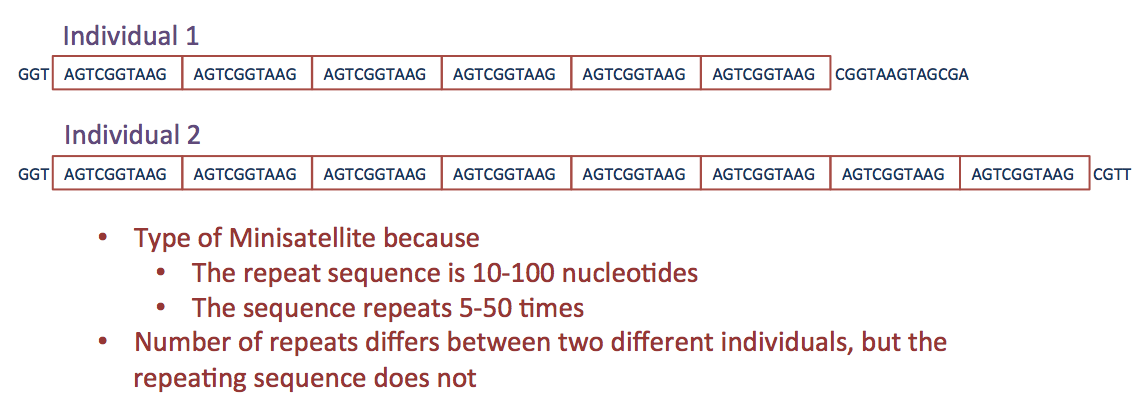
Exemple théorique d'une VNTR chez deux individus différents. Un seul brin d'ADN de chaque individu est affiché, dans lequel il existe une séquence de répétition en tandem que les individus partagent. La présence de séquence correspond à une VNTR car un individu a 5 répétitions, tandis que l'autre en a 7 (le nombre de répétitions varie selon les individus). Chaque répétition est de 10 nucléotides, ce qui en fait un minisatellite, plutôt qu'un microsatellite dans lequel chaque répétition est de 1 à 6 nucléotides.

Une VNTR est un type de minisatellite dans lequel la taille de la séquence répétée est généralement de 10 à 100 paires de bases. Les minisatellites sont un type de séquence de répétition en tandem d'ADN, ce qui signifie que les séquences se répètent l'une après l'autre sans autres séquences ou nucléotides entre elles. Les minisatellites sont caractérisés par une séquence répétée d'environ dix à cent nucléotides, et le nombre de répétitions de la séquence varie d'environ 5 à 50 fois. Les séquences des minisatellites sont plus grandes que celles des microsatellites, dans lesquelles la séquence répétée est généralement de 1 à 6 nucléotides. Les deux types de séquences répétées sont tous deux en tandem mais se différencient par la longueur de la séquence répétée. Les VNTR, par conséquent, parce qu'elles ont des séquences répétées de 10 à 100 nucléotides dans lesquelles chaque répétition est exactement la même, sont considérés comme des minisatellites. Cependant, alors que tous les VNTR sont des minisatellites, tous les minisatellites ne sont pas des VNTR. Les VNTR peuvent varier en nombre de répétitions d'un individu à l'autre, comme lorsque certains minisatellites non VNTR ont des séquences répétées qui se répètent le même nombre de fois chez tous les individus contenant les répétitions en tandem dans leurs génomes .